# 静岡市立登呂博物館
静岡市立登呂博物館（しずおかしりつとろはくぶつかん）は、静岡市駿河区登呂五丁目にある登呂遺跡についての博物館である。太平洋戦争中の1943年（昭和18年）7月に軍事工場建設現場で発見された弥生時代の登呂遺跡を紹介し出土品などを展示する。

## 概要
博物館は遺跡公園である「登呂公園」内にあり、1955年（昭和30年）に開館した「静岡考古館」を前身として1972年（昭和47年）に開館した。なお現在の建物は2010年（平成22年）に全面リニューアルオープンしたものである。

### 施設
1階の弥生体験展示室は入館無料で弥生時代の復元装束を着たり、復元農具や土器に触れたり出来る体験型施設である。図書コーナーやミュージアムショップもある。
2階は有料で、常設展示室と、年4回の企画展を開催する企画展示室がある。
屋上テラスからは登呂公園の復元集落や水田を見渡せる。
屋外では、市民参加型の水田での米づくり体験や企画展示の関連講演会、夏休みイベントなどを開催している。

## キャラクター
マスコットキャラクターは「トロベー」。竪穴状平地建物形の頭部に胴体がつく。胴体には貫頭衣を着用する。名前の由来は地名の登呂（トロ）に米（ベイ）を掛け合わせたものである。当初は当遺跡と博物館の広報キャラクターであったが、2017年（平成29年）1月24日に駿河区の公式広報キャラクターにあたる「駿河区応援隊長」にも任命された。

## その他
公園内には、芹沢銈介を顕彰する静岡市立芹沢銈介美術館と、東京都大田区蒲田から移築した芹沢住宅（芹沢銈介の家）がある。

## ギャラリー

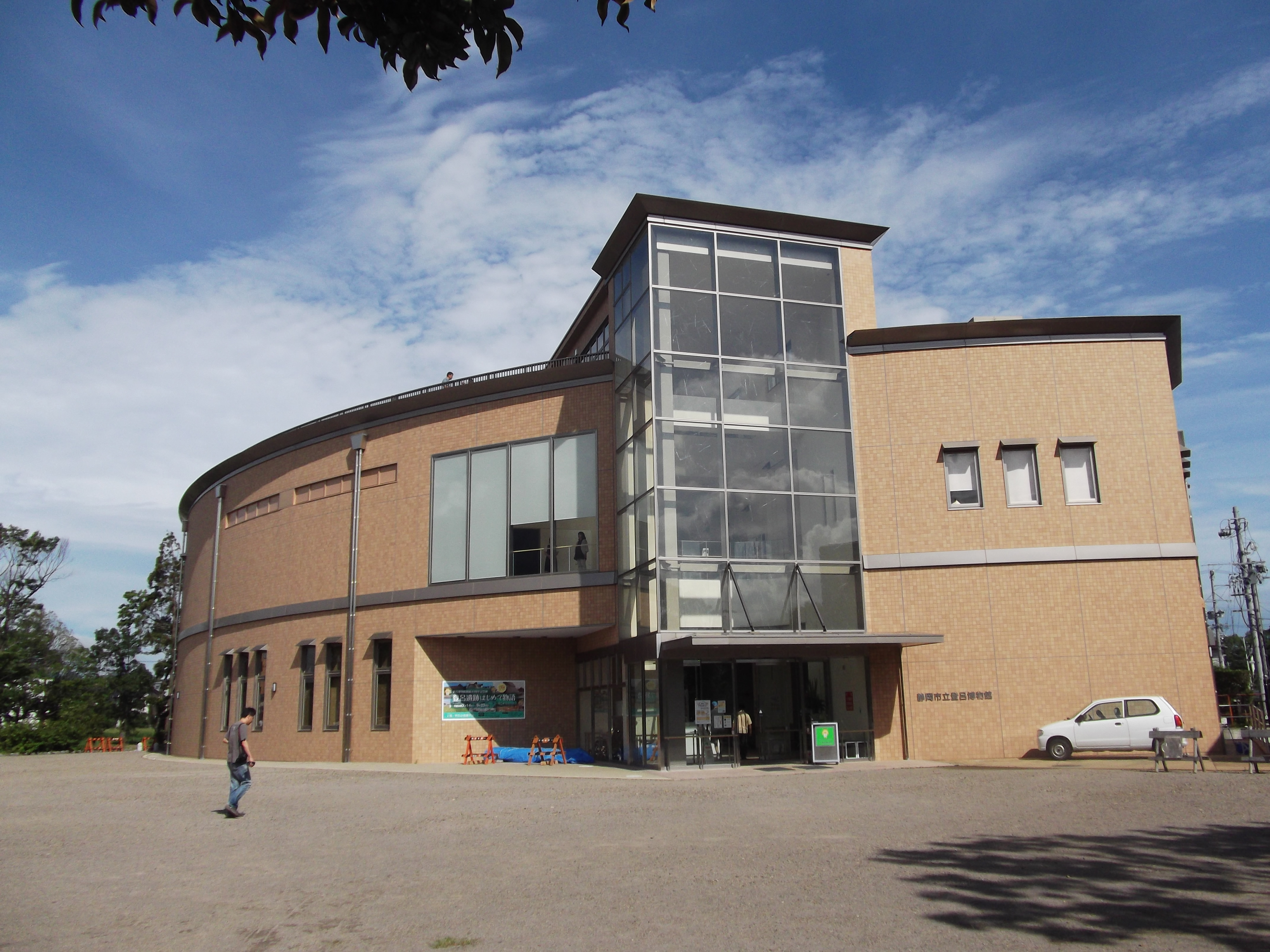
外観（2012年7月15日）
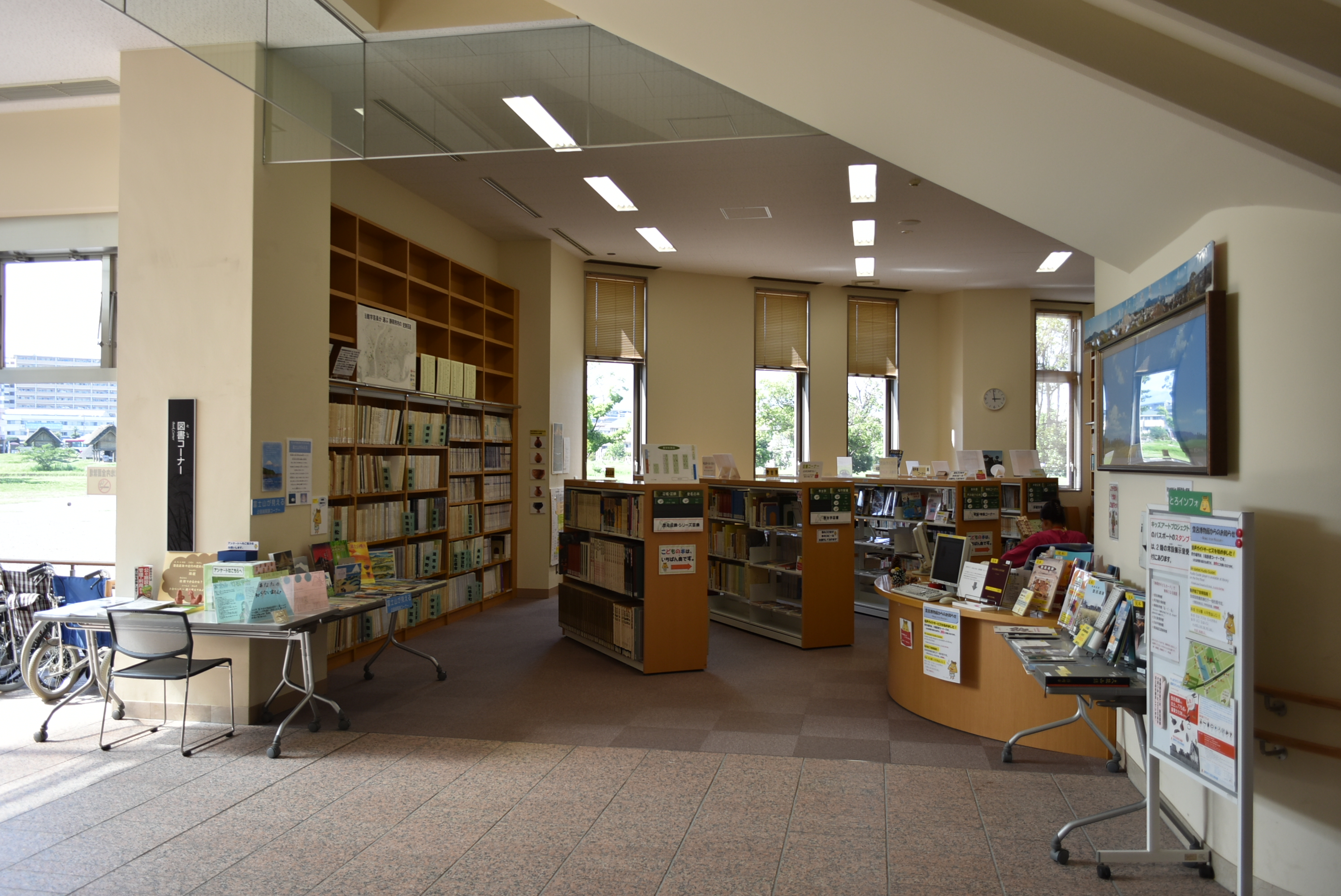
図書コーナー(2018年7月10日)
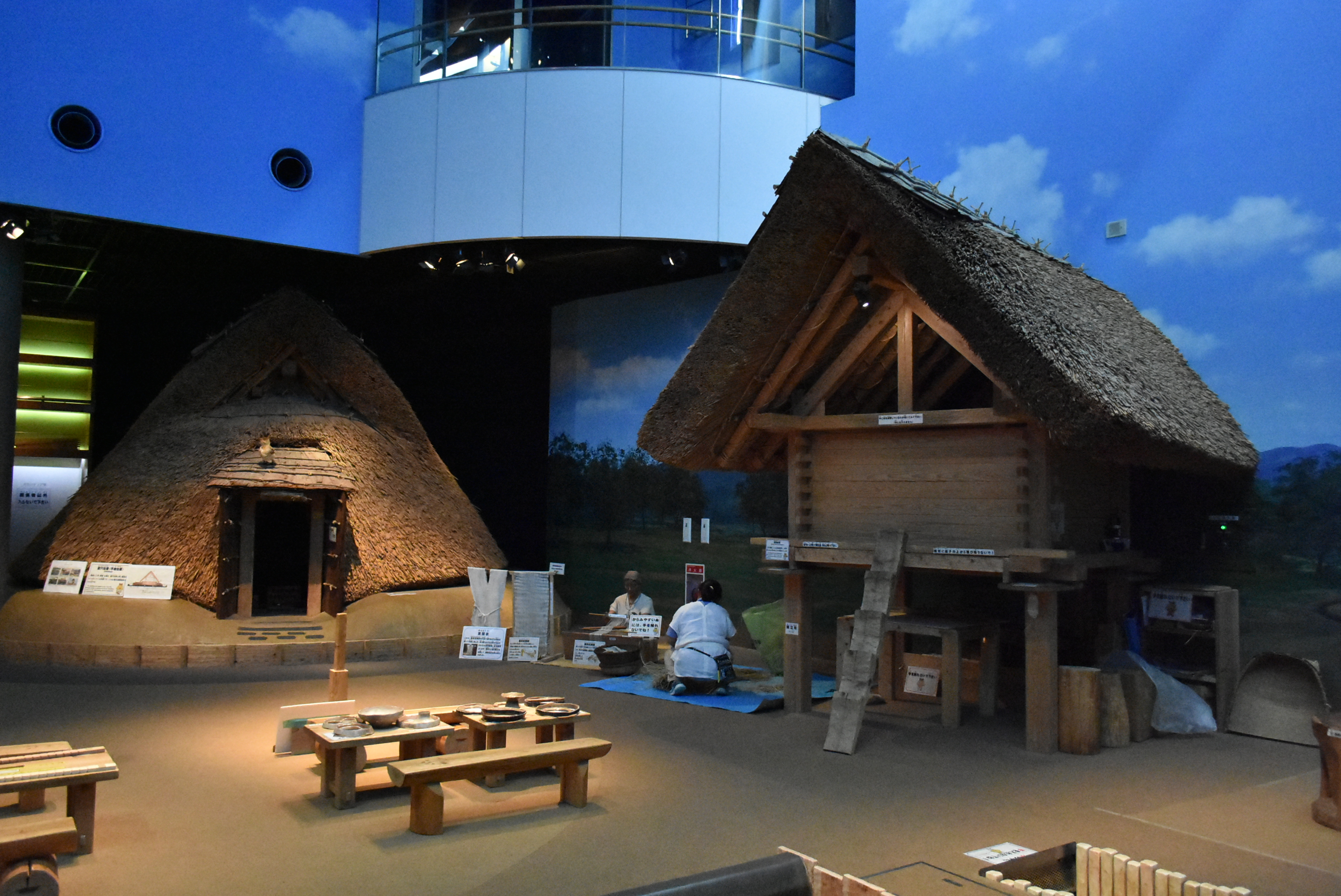
展示室(2018年7月10日)
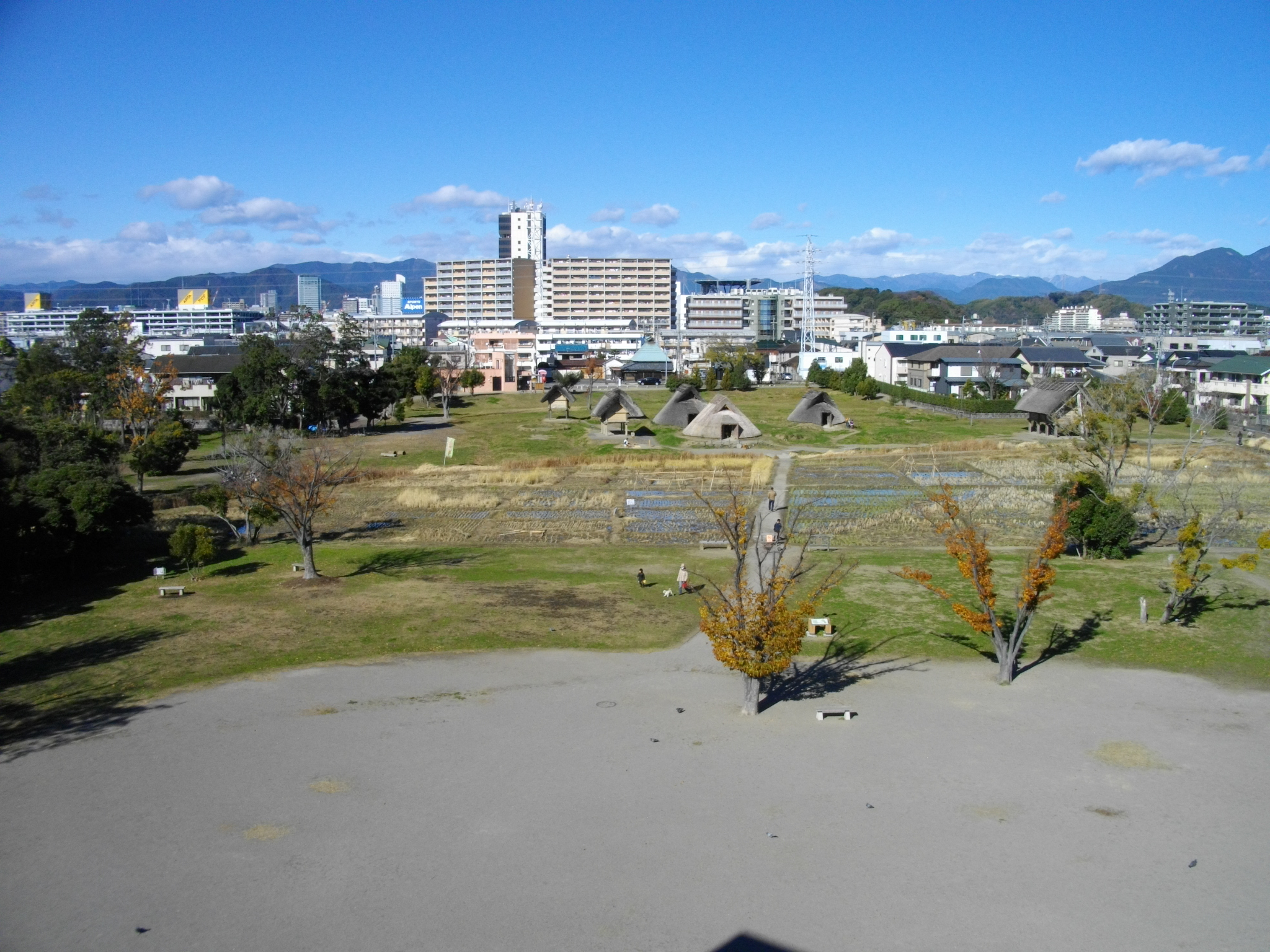
屋上テラスから見た登呂遺跡（2014年12月14日）

## 利用情報

### アクセス
- JR静岡駅南口22番乗り場より
  - 静鉄バス石田街道線「登呂遺跡」行き乗車約10分、終点下車
  - 静鉄バス石田街道線「東大谷」行き「久能山下」行き乗車、「登呂入口」下車し徒歩5分

### 料金・開館時間
- 一般 - 300円（30人以上の団体220円）、5回分の回数券1400円、芹沢銈介美術館との共通券580円（30人以上の団体460円）
- 大学・高校生 - 200円（30人以上の団体150円）、5回分の回数券930円、芹沢銈介美術館との共通券360円（30人以上の団体280円）
- 中学生以下 - 50円（30人以上の団体40円）、5回分の回数券230円、芹沢銈介美術館との共通券120円（30人以上の団体90円）
- 開館 - 9時～16時30分
- 休館 - 月曜日（祝日の場合は翌日）・年末年始・臨時休館日